# Jean-Claude Colin
Jean-Claude Colin (Saint-Bonnet-le-Troncy, Roine, 8 d'agost de 1790 - Pomeys, Roine, 28 de febrer de 1875) fou un prevere francès, fundador de la Societat de Maria o dels Pares Maristes. Ha estat proclamat venerable per l'Església catòlica.

## Biografia
Era el vuitè dels nou fills de Jacques Colin i Marie Gonnet, que moriren quan tenia quatre anys, durant la Revolució francesa. Jean-Claude ingressà als catorze anys al seminari de Saint-Jodard, d'on passà als d'Alix, Verrières i al de Saint-Irénée de Lió, on completà la seva formació teològica i filosòfica.
Ordenat sacerdot el 22 de juliol de 1816, l'endemà, al santuari de Notre-Dame de Fourvière de Lió, amb altres onze companys va decidir de consagrar-se a la Mare de Déu, fundant una congregació de clergues: la Societat de Maria, popularment coneguda com dels Pares Maristes. Colin en redactà les constitucions mentre treballava a la rectoria de Cerdon (Ain), i foren aprovades poc després.
En 1824, fundà la branca femenina de les Germanes Maristes i en 1850 el tercer orde. El papa Gregori XVI aprovà la fundació dels maristes en 1836 i el 15 de novembre del mateix any, Colin fou elegit superior general de la congregació i rector del col·legi de Belley. Els maristes es difongueren per França i tot Europa, dedicats a l'ensenyament dels joves, les missions populars i l'apostolat a terres de missió, sobretot a Oceania.
En 1854 es retirà a La Neylière, prop de Pomeys, on morí el 1875.
El 1908 se n'obrí la causa de beatificació; ha estat proclamat venerable.